# Враштиль, Херман
Херман Враштиль (нем. Hermann Wraschtil; 15 июля 1879 — 9 ноября 1950) — австрийский легкоатлет, выступавший в беге на средние дистанции и беге с препятствиями; спортивный функционер. Участник летних Олимпийских игр 1900 и 1908 годов.

## Биография
Херман Враштиль родился 15 июля 1879 года.
В 1899 и 1900 годах был чемпионом Венгрии в беге на 1 милю и чемпионом Богемии в беге на 1500 метров.
В 1900 году вошёл в состав сборной Австрии на летних Олимпийских играх в Париже. В беге на 1500 метров занял последнее, 6-е место при трёх не финишировавших. В беге на 2500 метров с препятствиями занял 5-е место. Победил в беге на 2500 метров с препятствиями с гандикапом, в котором не разыгрывались медали, показав результат 7 минут 17,2 секунды.
В 1908 году вошёл в состав сборной Австрии на летних Олимпийских играх в Лондоне. Был заявлен в беге на 3200 метров с препятствиями, но не вышел на старт.
Был одним из учредителей Международной ассоциации легкоатлетических федераций. В 1920—1938 и 1945—1950 годах занимал пост президента Федерации лёгкой атлетики Австрии.
Перед Второй мировой войной был президентом футбольного и крикетного клуба «Вена».
Умер 9 ноября 1950 года.